# Santo Stefano Roero
Santo Stefano Roero é uma comuna italiana da região do Piemonte, província de Cuneo, com cerca de 1.234 habitantes. Estende-se por uma área de 13 km², tendo uma densidade populacional de 95 hab/km². Faz fronteira com Canale, Montà, Monteu Roero, Pralormo (TO).